# Teucrium davaeanum
Teucrium davaeanum là một loài thực vật có hoa trong họ Hoa môi. Loài này được Coss. miêu tả khoa học đầu tiên năm 1889.